# シドニー・ブルーソックス
シドニー・ブルーソックス（英語: Sydney Blue Sox）は、オーストラリアン・ベースボールリーグに加盟している野球チーム。本拠地は、オーストラリアニューサウスウェールズ州シドニー。

## 歴史
2010年に創設された。
結成前年の国内アマリーグにてMVPを獲得したウェイン・ラングレンをはじめ、タレントが揃ったリーグ随一の投手陣を有し、設立早々有力チームとして台頭した。
ABL最初のシーズンとなった2010-11シーズンにはリーグ戦を制したがプレーオフで敗退し、同年のチャンピオンシップシリーズへの進出を逃した。
2014-15シーズンまで5季連続でプレーオフ圏内の順位を維持するなど上位の常連ではあったものの、ポストシーズンでは思うように勝ちを得られず、2018年現在、ABL球団の中で唯一チャンピオンシップシリーズへの進出を果たせていない。
ABLによって直接運営され、シドニーを保護地域としている。

## 選手名鑑

### 所属選手
| 投手 - 31 クレイグ・アンダーソン (Craig Anderson) - 8 ティモシー・コックス (Timothy Cox) - 32 トッド・グラタン (Todd Grattan) - 17 ジョシュ・ガイヤー (Josh Guyer) - 13 ヴォーン・ハリス (Vaughan Harris) - 30 具臺晟 (Koo Dae-Sung) - 16 スティーブン・ランデル (Steve Landell) - 44 ウェイン・ラングレン (Wayne Lundgren) - 2 マシュー・レイ (Matthew Rae) - 66 ジャスプリート・シャージール (Jaspreet Shergill) - 33 マルクス・ソルバック (Markus Solbach) - 4 アーロン・ソーキー (Aaron Sookee) - 21 トッド・フアン・スティーンセル (Todd Van Steensel) - 29 ラクラン・ウェルズ (Lachlan Wells) - 26 ルーク・ウィルキンス (Luke Wilkins) - 43 林炅玩 (Lim Kyung-Wan) | 捕手 - 35 タイラー・ベイカー (Tyler Baker) - 39 ガイ・エドモンズ (Guy Edmonds) - 49 ジェームズ・フィリボッシャン (James Philibossian) - 23 ウィル・スワンナー (Will Swanner) 内野手 - 9 タイラー・ボースニック (Tyler Bortnick) - 11 トレント・ダントニオ (Trent D'Antonio) - 14 ジョシュア・ディーン (Joshua Dean) - 38 レイ・フリアス (Ray Frias) - 16 マイケル・ライソート (Michael Lysaught) - 28 ウェス・パターソン (Wes Patterson) - 24 ザック・シェパード (Zach Shepherd) - -- マイケル・ヴァイン (Michael Vine) - 34 ジャイコブ・ユニス (Jacob Younis) 外野手 - 5 アレックス・グレン (Alex Glenn) - 48 アレックス・ハウ (Alex Howe) - 25 デビッド・キャンディラス (David Kandilas) - 10 トレント・オルテン (Trent Oeltjen) - 22 ジョシュア・ストロング (Joshua Strong) |
| 2015年3月22日更新 [公式サイト(英語)より：ロースター ] | |